# 阙中一
阙中一（1914年—1995年），福建永定人，中国人民解放军将领、中国人民解放军开国少将。
曾任海军政治干部学校校长，舟山基地政委。1955年，授予中国人民解放军少将，后担任解放军舟嵊要塞区政治委员。